# Scaptodrosophila thodayi
Scaptodrosophila thodayi är en tvåvingeart som först beskrevs av Michael J. Parsons och Bock 1982.  Scaptodrosophila thodayi ingår i släktet Scaptodrosophila och familjen daggflugor. Inga underarter finns listade i Catalogue of Life.